# 안성 금광산성
안성 금광산성은 경기도 안성시 금광면 금광리에 있는 성이다. 1986년 5월 22일 안성시의 향토유적 제1호로 지정되었다.

## 개요
금광산성은 금광산 정상부 7~9부 능선을 따라서 축조된 퇴뫼식 산성이며, 총 길이 2km, 높이 1∼3m, 폭 4m로 축조되었다. 
산성의 정상에 오르면 정동향으로 금광면 옥정리와 금광·마둔 저수지가 눈 아래 들어오고, 동남향 10km지점에는 임진왜란 때 의병장 홍계남이 활약하던 서운산성, 서북방면 5km 지점에는 비봉산성이 펼쳐져 있다. 
서운·비봉의 두 산성과 기각지세(掎角之勢)를 이루는 이 산성은 예로부터 삼남을 방어하는 전략적 요충이자 한성방어의 전초기지로서 그 위치의 중요성이 강조되어 왔다. 예컨대 이인좌의 반란군이 이 산성에 매복하고 있던 도순무사 오명항의 관군에 의해 이 부근에서 대패한 사실도 그러한 예라 할 것이다. 
금광산성의 축조연대에 대해서는 아직 정설이 없다. 조선 인조 14년(1636) 병자호란 때 남하하는 청군을 막기 위해 쌓았다는 설과 영조 4년(1728) 이인좌의 반란군을 토벌하기 위해 도순무사 오명항이 주민을 동원해 쌓았다는 두 설이 있으나 확실하지 않다. 현재 산정상부 동남 방향 1,000m 부분은 능선에 따라 경사가 심한 곳은 10m의 석축으로, 나머지 부분은 흙으로 쌓았음이 확인될 뿐이다.

## 참고 자료
- 금광산성 - 안성문화관광 - 시지정문화재
- 역사를 지켜낸 경기도 산성을 가다 30.안성 금광산성, 경기일보, 2016년 9월 18일자